# Danswijk (Almere)
Danswijk is een wijk in de Nederlandse stad Almere. De wijk is gelegen in het stadsdeel Almere Stad Oost. In deze wijk zijn de straten vernoemd naar internationale dansen. In een klein gedeelte van de wijk echter zijn de straatnamen vernoemd naar balletdansers en -danseressen. De wijk beschikt over een supermarkt, scholen en enkele kleinschalige winkels.
Op 1 januari 2023 telde de wijk 5.665 inwoners, verdeeld over 2.128 woningen, op een oppervlakte van 0,68 km².

## Openbaar vervoer
Danswijk wordt doorsneden door een busbaan en heeft daaraan één bushalte waar de volgende buslijnen stoppen:
- Danswijk  M5   322   330   N22

### Metrobussen
| Lijn | Lijn      | Route                              | Via                                           | Opmerkingen |
| ---- | --------- | ---------------------------------- | --------------------------------------------- | ----------- |
| M5   | Dansmetro | Station Centrum - Station Parkwijk | Flevoziekenhuis, Filmwijk, Danswijk, Parkwijk |             |

### R-net
| Lijn | Route                                                     | via | Opmerking                                                            |
| ---- | --------------------------------------------------------- | --- | -------------------------------------------------------------------- |
| 322  | Almere, Station Parkwijk - Amsterdam, Amstelstation       | Almere Stad (Verzetswijk, Tussen de Vaarten, Sallandsekant, Danswijk, Veluwsekant, Busstation ’t Oor, Gooisekant), Almere Poort (Hogekant, Europakwartier, Topsportcentrum, Station Poort, Strand), Muiden (P+R, Maxisweg), Diemen (Diemerknoop), Amsterdam-Oost (Brinkstraat, Middenweg) | Rijdt buiten de spitsuren alleen tussen busstation 't Oor en Muiden. |
| 330  | Almere, Station Buiten - Amsterdam, Station Bijlmer ArenA | Almere Buiten (Bloemenbuurt, Faunabuurt, Landgoederenbuurt), Almere Stad (Tussen de Vaarten, Sallandsekant, Danswijk, Veluwsekant, Busstation ’t Oor), Muiden (P+R, Maxisweg), Diemen (Diemerknoop, Provincialeweg), Amsterdam-Zuidoost (Eekholt, Bijlmerplein)                           |                                                                      |

### nightGo
| Lijn | Route                                           | Via | Opmerkingen                    |
| ---- | ----------------------------------------------- | --- | ------------------------------ |
| N22  | Almere, Station Buiten - Amsterdam, Leidseplein | Almere Buiten (Bloemenbuurt, Faunabuurt, Landgoederenbuurt), Almere Stad (Tussen de Vaarten, Sallandsekant, Danswijk, Parkwijk, Station Parkwijk, Parkwijk, Filmwijk, Flevoziekenhuis, Station Centrum, Staatsliedenwijk, Kruidenwijk, Muziekwijk, Station Muziekwijk, Componistenpad, Station Muziekwijk, Literatuurwijk, Hogekant), Almere Poort (Middenkant, Homeruskwartier, Columbuskwartier, Europakwartier, Station Poort), Muiden (P+R), Amsterdam (Brinklaan, Middenweg, Amstelstation) | Rijdt alleen op zaterdagnacht. |